# Cristian Paravecino
Cristian Paravecino Navarro (ur. 9 listopada 1988) – peruwiański zapaśnik walczący w stylu klasycznym. Piąty na igrzyskach panamerykańskich w 2011. Brązowy medal na mistrzostwach panamerykańskich w 2011 roku.